# Praha-Bubny
Praha-Bubny egy csehországi vasútállomás, Prágában. A Negrelli-viadukt felújítása alatt a személyszállító vonatok 2017 júliusa és 2020 júniusa között nem érintették, helyette Praha-Bubny Vltavská ideiglenes végállomás fogadta a vonatokat.

## Megközelítés helyi közlekedéssel
- Busz:  156

## Vasútvonalak
Az állomást az alábbi vasútvonalak érintik:
- Prága–Rakovník-vasútvonal
- Prága–Děčín-vasútvonal

## Szomszédos állomások
A vasútállomáshoz az alábbi állomások vannak a legközelebb:
- Praha Masarykovo nádraží (Praha Masarykovo nádraží, Prága–Rakovník-vasútvonal)

## Fordítás
- Ez a szócikk részben vagy egészben  a   Praha-Bubny című lengyel Wikipédia-szócikk fordításán alapul.  Az eredeti cikk szerkesztőit annak laptörténete sorolja fel. Ez a jelzés csupán a megfogalmazás eredetét és a szerzői jogokat jelzi, nem szolgál a cikkben szereplő információk forrásmegjelöléseként.
- Ez a szócikk részben vagy egészben  a   Praha-Bubny című cseh Wikipédia-szócikk fordításán alapul.  Az eredeti cikk szerkesztőit annak laptörténete sorolja fel. Ez a jelzés csupán a megfogalmazás eredetét és a szerzői jogokat jelzi, nem szolgál a cikkben szereplő információk forrásmegjelöléseként.